# 藤川信夫
藤川 信夫（ふじかわ のぶお、1961年9月 - ）は、日本の教育学者。大阪大学大学院人間科学研究科教授。

## 人物・経歴
福岡県北九州市小倉区生まれ。北九州市立高槻小学校、北九州市立槻田中学校、福岡県立八幡高等学校を経て、1984年広島大学教育学部教育学科卒業。1989年広島大学大学院教育学研究科博士後期課程単位取得満期退学、広島大学教育学部助手。1991年ベルリン自由大学歴的人間学研究センター留学。1992年日本学術振興会特別研究員。1993年広島大学教育学部講師。1994年博士（教育学）。1995年広島大学大学院国際協力研究科講師。1997年文部省在外研究員（ベルリン自由大学歴史的人間学学際センター留学）。1999年大阪大学大学院人間科学研究科助教授。2008年大阪大学大学院人間科学研究科教授。

## 著作
- 『教育学における神話学的方法の研究 : 教育の神話学のための基礎理論とわが国の「一人前」観念の神話学的探求』 風間書房 1998年

### 編著
- 『教育学における優生思想の展開 : 歴史と展望』勉誠出版 2008年
- 『教育/福祉という舞台 : 動的ドラマトゥルギーの試み』大阪大学出版会 2014年
- 『人生の調律師たち : 動的ドラマトゥルギーの展開』春風社 2017年
- 『実践につながる教育原理』（國崎大恩と共編著）北樹出版 2022年

### 翻訳
- ヘルムート・ハイラント著『フレーベル入門』（小笠原道雄と共訳）玉川大学出版部 1991年

### 監修
- 『体験型ワークで学ぶ教育相談』大阪大学出版会 2015年

### 監訳
- クリストフ・ヴルフ編『歴史的人間学事典 第1巻』勉誠出版 2005年
- クリストフ・ヴルフ編『歴史的人間学事典 第2巻』勉誠出版 2005年
- クリストフ・ヴルフ編『歴史的人間学事典 第3巻』勉誠出版 2005年